# 健园大桥
健园大桥是横跨越南海防禁江的公路桥。

## 概述
健园大桥是一座竖琴结构的斜拉桥，全长1,186米（3,891英尺），总跨度200米（660英尺），是越南国道10号的关键一环和跨越禁江的重要通道。居民可通过此桥穿越红河三角洲。

## 建设
在健园大桥通车前，渡轮是跨越禁江的唯一交通工具。2001年，一家日本和越南合资的企业正式开工建设此桥；其间需通过多个方案来克服该地区河床地质的各种问题，其中包括运用近100米（330英尺）高的起重机塔、采用悬臂法进行建设等。施工期间，起重机共安装了110个箱形梁块，总重约为14,300吨。除此之外，施工共张拉了36对预应力索，重量约为375吨。据估测，健园大桥建成为止共耗费了5,000立方米钢筋混凝土和6,910吨钢材。

## 通车
健园大桥通车仪式于2003年9月28日举行。通车后，该桥将广宁省海防市与包括安洪地区在内的越南东北部和中北部地区连接；除此之外，半挂式卡车等工用车辆因此桥梁通车而大幅缩短了往返桥梁两端地区的时间，促进了两地区的工业发展。然而，该桥通车后缺乏足够的路面养护，导致路面逐渐退化。《青年报》在2014年的一篇关于健园大桥上道路恶化而引发严重交通事故的报道中将该桥桥面上的坑洼描述为“象巢矩阵”；除此之外，关于健园大桥栏杆弯曲和伸缩缝损坏的报道更是不计其数。2021年，有关部门正式批准对国道10号的道路进行大修，健园大桥也被列在路面改造的名单中。